# Man (hudební skupina)
Man je rocková skupina z Jižního Walesu, založená v roce 1968 a s krátkou přestávkou v letech 1976-1983 existuje dodnes. Za celou dobu existence skupiny se v ní vystřídalo přes dvacet hudebníků, z nichž nejznámější byli asi John Cipollina, člen Quicksilver Messenger Service a Terry Williams, pozdější člen skupiny Dire Straits a spolupracovník B. B. Kinga.

## Diskografie
- Revelation (1969)
- 2 Ozs of Plastic with a Hole in the Middle (1969)
- Man (1971)
- Do You Like It Here Now, Are You Settling In? (1971)
- Be Good to Yourself at Least Once a Day (1972)
- Back into the Future (1973)
- Rhinos, Winos and Lunatics (1974)
- Slow Motion (1974)
- The Welsh Connection (1976)
- The Twang Dynasty (1992)
- Call Down the Moon (1995)
- Endangered Species (2000)
- Undrugged (2002)
- Diamonds and Coal (2006)
- Kingdom of Noise (2009)
- Reamited memories (2015)
- Son of MAN (2016)
- Anachronism Tango (2019)
- State of Dystopia (2020)